# Anastasio III (antipapa)
Anastasio III, al secolo Anastasio il Bibliotecario (Roma, 810 circa – 879), è stato un cardinale e letterato italiano.
Fu antipapa nell'855.

## Biografia

### Famiglia ed educazione
Anastasio era il nipote del vescovo Arsenio di Orte che fu attivo come legato pontificio. Imparò il greco da monaci provenienti dall'Impero Bizantino ed acquisì un'istruzione inusuale per i suoi tempi, tale da farne uno degli ecclesiastici più colti del IX secolo.

### Abate di Santa Maria in Trastevere
Durante il pontificato di papa Niccolò I (858-867), Anastasio fu abate della Basilica di Santa Maria in Trastevere e segretario del papa. Ebbe diversi compiti: fu anche attivo come autore e traduttore di opere dal greco al latino. Tra queste una biografia di San Giovanni Elemosinario che dedicò al pontefice.

### Bibliotecario della Chiesa Romana
Il successore di Nicola, papa Adriano II (867-872), nominò Anastasio bibliotecario della Chiesa Romana, un ufficio importante che gli diede grande influenza sulla corte papale.

### Inviato a Costantinopoli
Nell'869 fu mandato da Ludovico II come inviato a Costantinopoli, insieme a due personaggi di alto rango del regno dei Franchi, per negoziare il matrimonio tra Leone VI, figlio maggiore di Basilio I e la figlia dell'imperatore franco.
Quando gli inviati giunsero a Costantinopoli, il Concilio di Costantinopoli IV era già in sessione ed Anastasio, che partecipò all'ultima sessione riconosciuta dai cattolici, quella del febbraio 870, difese con zelo la causa papale e fu di grande aiuto ai legati pontifici.
Sulla via del ritorno i legati pontifici furono rapinati e gli Atti del concilio furono rubati. In ogni caso essi avevano già consegnato la maggior parte delle dichiarazioni di obbedienza dei vescovi greci ad Anastasio che aveva anch'egli una copia degli Atti, e fu così in grado di riportare questi documenti al papa, su ordine del quale li tradusse poi in latino.

### Continuazione dell'influenza
Anche il successore di Adriano II, papa Giovanni VIII (872-882), stimò Anastasio e lo confermò come bibliotecario, affidandogli importanti affari ed incoraggiandolo ad approfondire i suoi studi.
Anastasio fu in corrispondenza con il deposto patriarca bizantino Fozio e cercò di mediare tra lui ed il papa sulle dispute riguardanti la natura dello Spirito Santo.
Nell'agosto 879, Zaccaria di Anagni sembra essere il nuovo bibliotecario della Chiesa Romana, quindi Anastasio deve essere morto poco prima tale data.

### Antipapa Anastasio
Se un passaggio degli annali di Incmaro, arcivescovo di Reims è autentico (Mon. Germ. Hist.: Scriptores, I, 447), il bibliotecario Anastasio è lo stesso presbitero romano Anastasio che nell'847 fu insignito del titolo di San Marcello. Questo Anastasio fuggì da Roma nell'848 per non essere processato. A causa della sua fuga venne scomunicato da un sinodo romano nell'850 e, visto che si era reso irreperibile, fu vittima di un anatema e deposto (cioè ridotto allo stato laicale) da un altro sinodo nell'853.
Dopo la morte di papa Leone IV nell'855, Anastasio fu eletto dalla fazione imperiale in opposizione a Benedetto III, non riuscendo però a prevalere.
Durante il pontificato di Adriano II, Anastasio rimase coinvolto in serie difficoltà: nell'868 un suo parente prossimo, di nome Eleuterio, rapì la figlia del papa e poco dopo la uccise assieme alla madre. L'assassino venne giustiziato ed Anastasio, che era stato considerato l'istigatore dell'omicidio, fu punito con la scomunica e la deposizione. Visse poi alla corte imperiale e cercò l'intervento dell'imperatore per discolparsi davanti al papa.
Hergenröther (Photius, II, 230-240) sostiene, con buone ragioni, che il bibliotecario ed il presbitero Anastasio siano la stessa persona. Viceversa Joseph Langen (Geschichte der römischen Kirche, III, 270 segg.) li considera persone diverse.

## Traduttore ed autore
Anastasio tradusse dal greco in latino sia gli Atti del secondo concilio di Nicea che quelli del sesto concilio di Costantinopoli, oltre a numerose leggende e vite di santi e ad altri scritti. Tradusse dal greco, su richiesta di Giovanni Immonide, le Cronologie e le Cronache Greche di Teofane, Niceforo e Giorgio Sincello da cui compose un'opera storica, Chronographia tripartita e in seguito costituì una raccolta di documenti concernenti gli affari di papa Onorio I. Seguirono i Collectanea, raccolta di notizie storiche, piccoli documenti, atti minori dela vita pubblica di Roma che sarebbero dovuti servire ad una storia universale della Chiesa che, poi, Giovanni Immonide e Anastasio non scrissero mai. Ad Anastasio, tuttavia, fu per un certo tempo attribuita la prima parte del Liber pontificalis, storia dei papi romani fino a Papa Stefano V (885-891), nonostante la grande diversità fra le differenti biografie pontificie faccia sicuramente ritenere il Liber scritto a più mani, e semmai Anastasio è sicuramente autore della biografia di Niccolò I. Ma già l'aver visto attribuire il Liber ad un solo autore, già raccoglitore di grandi tradizioni agiografiche greche utilizzate nella riscrittura di molta agiografia romana, fa di Anastasio un eccezionale esponente di quella esigua famiglia d'intellettuali "romani" che sono punto di intersezione tra latinità e grecità, ovvero un momento in cui la cultura italiana è proiettata verso l'Oriente e la grecità.
Diverse importanti lettere scritte da Anastasio sono state conservate. Suoi scritti si trovano in Patrologia Greca, CVIII e Patrologia Latina, LXXIII, CXXVII, CXXVIII e CXXIX.